# Aquaspirillum putridiconchylium
Espèce
Aquaspirillum putridiconchylium est le nom actuel de l'espèce Spirillum putridiconchylium reclassée dans le genre Aquaspirillum en 1973. Ce sont des bactéries à gram négatif aérobies de forme incurvée à spirallée.

## Taxonomie
L'espèce Aquaspirillum putridiconchylium a d'abord été décrite en 1961 en tant que Spirillum putridiconchylium. Elle a ensuite été reclassée avec la caractérisation de la souche 9 (ATCC 11332) lors de la description du genre Aquasipirillum. Elle a été classée dans le genre Aquaspirillum sur la base de sa composition en bases GC, sa morphologie et ses caractéristiques générales.

### Étymologie
L'étymologie du nom de genre Aquaspirillum est basée sur le mot aqua et se résume ainsi : A.qua.spi.ril.lum. L. fem. n. aqua, eau; Gr. fem. n. speîra, une spiralle; N.L. neut. dim. n. spirillum, une petite spiralle; N.L. neut. dim. n. Aquaspirillum, une petite spiralle aquatique. L'étymologie de l'épithète caractéristique de cette espèce est pu.tri.di.con.chy.li.um. L. neut. n. conchylium, un coquillage; N.L. neut. n. putridiconchylium, un coquillage pourri.

## Description d'A. putridiconchylium
Les bactéries de cette espèce sont mobiles avec des faisceaux de flagelles bipolaires. Les bactéries sont à gram négatif et ont un diamètre de 0,9 µm à 1,1 µm. Elles ne peuvent pas réduire le nitrate en nitrite et ne peuvent pas croître croître en anaérobie sur Nitrate. Elles ne fermentent pas et ne liquéfient pas la gélatine. Elles peuvent croître en présence de 1% de bile mais pas sur 1% glycine. Elles ne poussent ni sur le Seller agar ni dans le bouillon de culture MRVP. Elles peuvent utiliser une grande variété d'acides aminés comme source d'azote si le succinate plus malate sont utilisés comme sources de carbone. Une grande variété d'intermédiaires du cycle des acides tricarboxyliques peuvent être utilisés comme sources uniques de carbone si l'azote est apporté par les ions ammonium uniquement. Cette espèce ne produit pas de pigments en présence d'acides aminés aromatiques. Aquaspirillum putridiconchylium est catalase faiblement positive, phosphatase positive et uréase négative. Le contenu en bases nucléiques GC de l'ADN est de 52%.

## Habitat
La souche utilisée par Terasaki en 1961 a été isolée d'un escargot d'eau douce, Semisulcospira bensoni (Philippi) collecté en août 1958 et qui avait été putréfié dans une boîte de Petri. Cette souche porte désormais le numéro ATCC 15279.